# Hornolužická společnost věd
Hornolužická společnost věd (Oberlausitzische Gesellschaft der Wissenschaften e.V.) se sídlem ve Zhořelci (Görlitz) je jednou z nejstarších dosud existujících učených společností ve střední Evropě. Založena byla 21. dubna 1779 historikem a jazykovědcem Karlem Gottlobem Antonem, šlechticem a přírodovědcem Adolfem Traugottem von Gersdorff a osmnácti dalšími hornolužickými učenci. Cílem společnosti je podpora historických a přírodních věd v rámci regionu. V počátečních letech bylo těžištěm jejího zájmu zemědělství v Horní Lužici.

## Historie

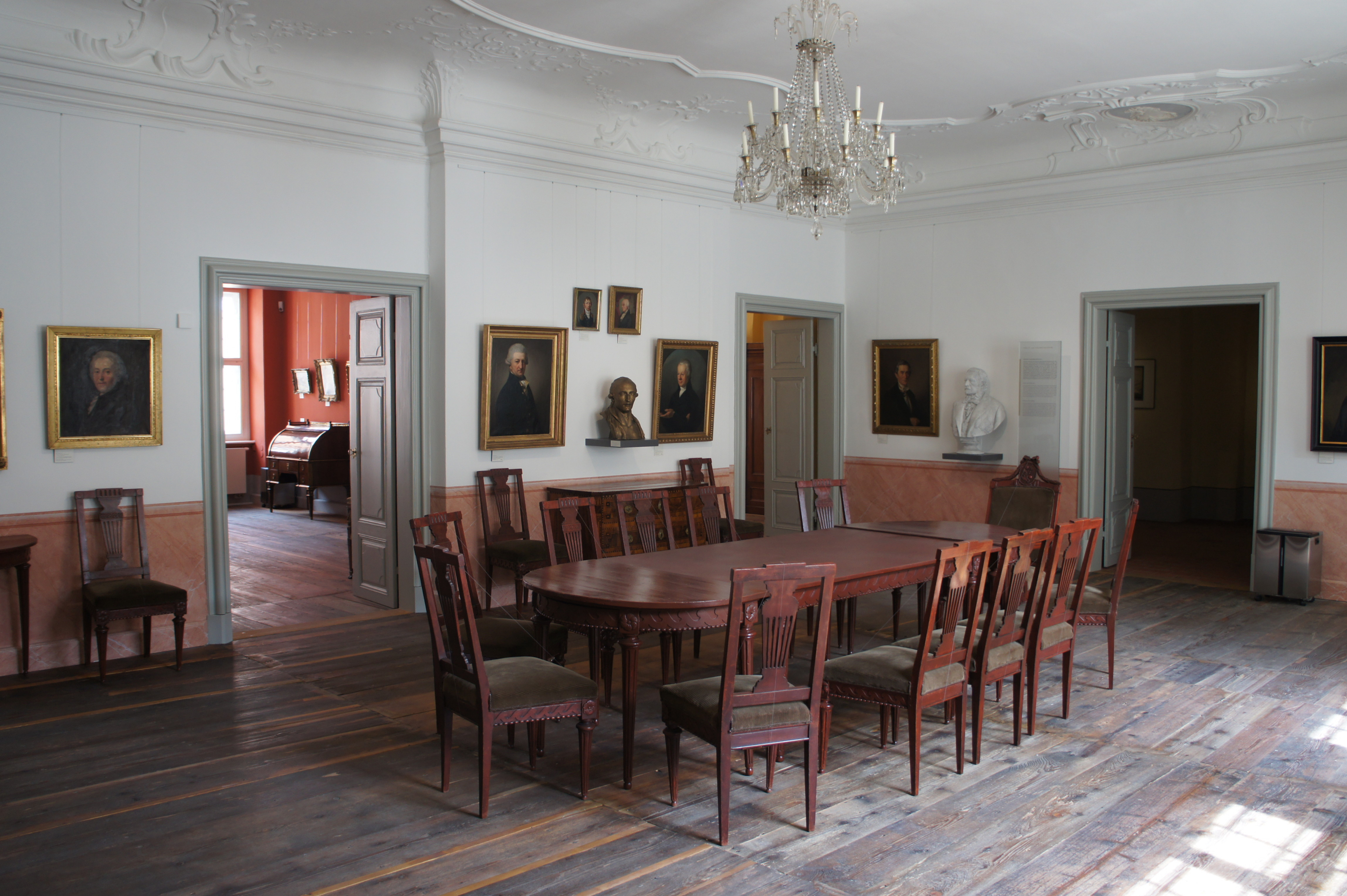
Zasedací sál

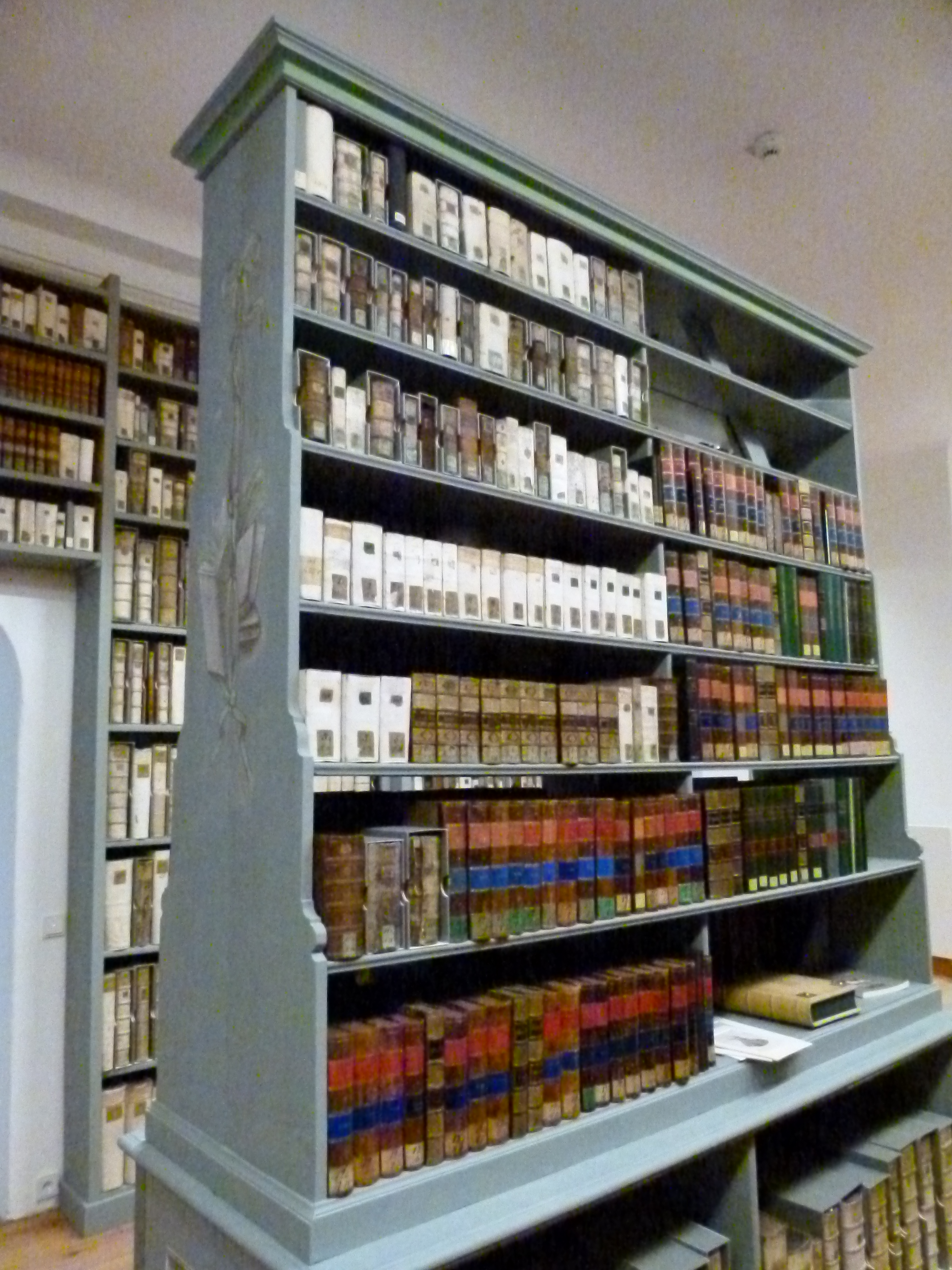
Knihovní sál

Hornolužická společnost věd vznikla z okruhu osvícenských učenců, kteří již kolem roku 1738 ve Zhořelci vyvíjeli kooperativní spolkovou činnost a od roku 1741 vydávali již zaniklý časopis Ober-Lausitzischer Beytrag zur Gelahrtheit und deren Historie. V roce 1779 pojali zhořelecký právník a úředník Karl Gottlob Anton (1751–1818) a šlechtic Adolf Traugott von Gersdorff (1744–1807) společný záměr založit učenou společnost. Jejich předobrazem byla jakási akademie věd, umění a ekonomie, kterou chtěli natrvalo zřídit v markrabství Horní Lužice. Skrze tuto Hornolužickou společnost věd se v 18. století stalo město Zhořelec nadregionálním centrem pozdního osvícenství. Bezprostředně po svém založení společnost sídlila v domě Karla Gottloba Antona ve zhořelecké ulici Langenstraße, po té se přesunula do domu na Horním rynku (Obermarkt 29), než se v roce 1804 nakonec odstěhovala do barokního domu v ulici Neißstraße 30, kde sídlí dodnes. V této budově organizovali členové početná shromáždění, což je zvyk, který se stále udržuje. Přednostním cílem společnosti bylo motivovat vědecká studia. Proto byli členové nabádáni k tomu, aby předkládali pravidelné písemné výstupy. Část těchto textů byla publikována v časopise Oberlausitzische Gesellschaft, Lausitzisches Magazin, později Lausitzische Monatsschrift a konečně Neues Lausitzisches Magazin. Většina se ovšem dostala do dodnes zachovaného archivu. Ještě na sklonku 18. století zažila společnost svůj rozkvět. Její členové podnikali rozsáhlé výzkumné cesty po střední Evropě. Adolf Traugott von Gersdorff a Karl Andreas von Meyer zu Knonow (1744–1797) se společně vydali na výzkumnou cestu do Švýcarska, kde se zajímali o geologii a vznik Švýcarských Alp, ale také o botaniku, etnologii, archeologii a fyziku. V srpnu 1786 se stali očitými svědky prvního výstupu na Montblanc, přičemž se seznámili i s dotyčným horolezcem Michelem-Gabrielem Paccardem. Výsledkem této cesty byl více než tisícistránkový cestovní žurnál, řada skic s pohledem na horský masiv, četné zkoušky minerálů a další vědecké objekty, které jsou dnes k vidění v Kulturně-historickém Muzeu. Po smrti generace zakladatelů zažila Hornolužická společnost věd období stagnace. Teprve ve třicátých letech 19. století opět navázala na dobu své slávy. Členy společnosti se stali například: Johann Gottlieb Fichte, Abraham Gottlob Werner, August Heinrich Hoffmann von Fallersleben, Jacob Grimm, Alexander von Humboldt, z Lužických Srbů např. Handrij Zejler, Jan Hórčanski a Jan Jurij Vogel, z českého prostředí mimo jiné: Josef Dobrovský, Václav Hanka, František Palacký a Bohumír Jan Dlabač. V letech 1888–1945 byl sekretářem společnosti a hlavním hybatelem všech jejích aktivit historik města Zhořelce a Horní Lužice Richard Jecht (1858–1945).
V posledních letech druhé světové války společnost zastavila veškerou činnost. Sympozia a publikace po roce 1950 a péče o sbírky chránily společnost před zapomenutím, takže v roce 1990 mohla být znovu založena. Roku 2004 se konaly oslavy jejího 225letého trvání. Dnes má Hornolužická společnost věd kolem 200 členů z Německa a zahraničí. Vedle výzkumu dějin Horní Lužice sleduje, podobně jako ve své počáteční fázi, záměr podpořit regionální rozvoj prostřednictvím vědecké výměny včetně spolupráce se sousedními regiony Polska a České republiky. Publikačním orgánem společnosti je časopis Neues Lausitzisches Magazin, který vycházel v letech 1821–1942 a od roku 1998 ho opět vydává prezidium společnosti. Výsledky práce společnosti jsou prezentovány na konferencích a přednáškách.

## Cena Hermanna Knotheho
Hermann-Knothe-Preis je vědeckou cenou Hornolužické společnosti věd, která je udělována od roku 2007. Hermann Knothe (1821–1903), po němž je cena pojmenována, byl regionálním historikem Horní Lužice. Určena je především mladým vědcům, kteří předložili inovativní studii o Horní Lužici. Tyto studie mohou být zaměřeny na historické i umělecké a kulturní otázky stejně jako např. na oblast životního prostředí, kulturní krajiny, technologie, obchodu, společnosti, rodiny, demografie nebo politiky. Cena je dotována částkou 700 eur.

## Cena Jakoba Böhma
Jacob-Böhme-Preis je společnou vědeckou cenou Hornolužické společnosti věd a Mezinárodního institutu Jacoba Böhma ve Zhořelci, která je udělována každé dva roky. Cena je určena studentům a absolventům vysokých škol, stejně jako postgraduálním studentům, kteří předkládají vědeckou práci o díle a působení Jakoba Böhma (1575–1624).

## Další známí členové
Dalšími významnými členy Hornolužické společnosti věd byli: Gustav Aubin, Walter von Boetticher, Johann Gottfried Bönisch, Leonhard Dorst von Schatzberg, Christian Gottlieb Geyser, Karl Haupt, Richard Jecht, Hugo Jentsch, Johann Gottlieb Korschelt, Johannes Paul Langer, Hermann Knothe, Karl Heinrich Adelbert Lipsius, Alfred Meiche, Joseph Theodor Müller, Johann Wilhelm Neumann, Gottlob Adolf Ernst von Nostitz und Jänkendorf, Theodor Paur, Christian Adolph Pescheck, Karl Benjamin Preusker, Johann Justus Röhde, Friedrich Wilhelm Ehrenfried Rost, Carl Adolph Gottlob von Schachmann, Otto Theodor von Seydewitz, Karl Gottfried Siebelis, Gerhard Heinrich Jacobjan Stöckhardt, Heinrich Robert Stöckhardt, Andreas Tamm, Benjamin Gottfried Weinart, Johann Gottlob Worbs, Walter Heinich a Hermann Freiherr von Salza und Lichtenau.